# 打屁股

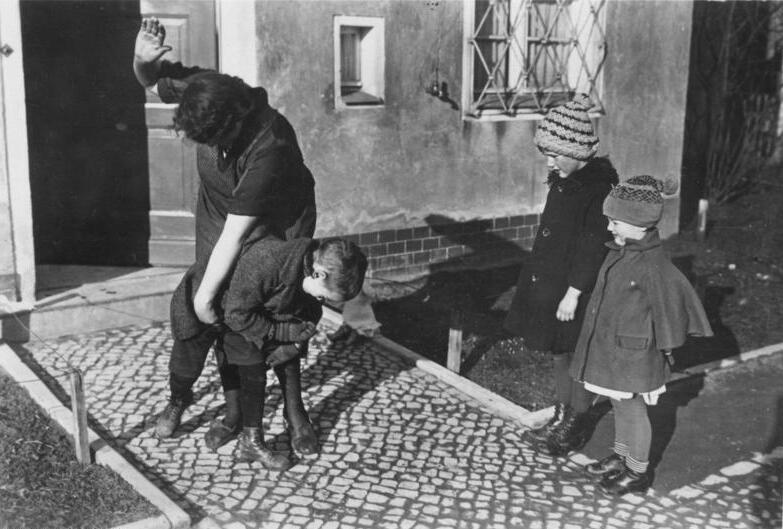
打屁股，德國，1935年

打屁股，指以工具或手拍打臀部以引起疼痛的行为。打屁股也可能与惩罚无关，在某些文化中在特定的时候打某人屁股可能是开玩笑的方式，不过视情况也可能构成性骚扰。

## 簡介
作为一种常见的体罚形式，通常由施打者徒手击打受罚者的臀部。有时更会以藤條、皮带、竹板、戒尺、木棍等工具进行，以给受罚者带来更大的疼痛。在某些文化中，打屁股是惩罚青少年的一种常用手段。联合国儿童基金会引用研究表明体罚儿童对他们日后的成长极为不利。而在某些国家，用藤鞭抽打臀部是司法刑罚的一种，通常比前者带来的伤害更大。国际特赦组织谴责这种刑罚，认为其残酷且不人道。

## 體罰
强制的被打屁股不但能引起被打者肉体上的痛苦，还会践踏被打者的人格，严重时甚至触犯法律及致人死亡。

### 家庭体罚
家庭中的打屁股是最为常见的。在某些文化体系中，由父母或兄姐对较小的孩子执行打屁股被认为是管教的一种方式。不过越来越多的国家立法禁止了对儿童的体罚。在那些允许家庭体罚的地区，孩子可能由于犯错或没有达到监护人的期望而被打屁股。有些家庭中的打屁股会将被惩罚者的裤子或裙子以及内裤完全脱掉，一些人认为这样有助于增加打屁股带来的疼痛感和羞耻感，从而增加打屁股的吓阻力。也有家庭会随着孩子年龄的增长而改变方式。而有时也会被认为是家庭暴力的一种形式。俗语也有“三天不打，上房揭瓦”。但多项研究表明，受体罚的孩子智商分数更低、更具攻击性以及自杀率更高。

明令禁止體罰的國家

而有许多家庭之中的暴力虐待行为往往冠以“管教”之名进行，造成严重不可逆转的后果。

### 学校体罚
目前全球普遍禁止学校体罚。包括欧洲、中国内地、香港、澳门、台湾、日本、加拿大和美国部分州份和华盛顿哥伦比亚特区。
但是在某些地区，仍然保留着用细藤条鞭打违反校规的男女学生的臀部/手心的规定。

### 军队体罚
在許多國家地區的军队中也存在体罚下级军人的情况。
沈從文的《從文自傳》裡提到當年他在軍閥部隊吃糧當兵的時候，上級就警告：「胡來亂為的，要打屁股。」他所在的部隊「不作興挨打」，較常被打屁股只有伙夫，處罰的時候要脫褲子，露出屁股，打在光屁股上。
日本军国主义时期，军队中有“精神注入棒”作为私刑。虽然有规定禁止军队体罚，但是在当时的狂热中几乎是被无视的。一般让挨打的士兵用手撑墙，然后使用木棒殴打他们的屁股。

### 司法刑罚
国际特赦组织形容司法鞭刑“残忍、不人道、有辱人格”。有些人认为鞭刑违反了联合国禁止酷刑公约。人权观察也反对鞭刑，说它是一种“在本质上很残酷的刑罚”。
国家刑罚：
新加坡鞭刑

#### 历史上的司法打屁股
中国历史上自西汉时期起，直至清末，都有笞刑（臀杖）的刑罚，明朝时期发展到巅峰，不少大臣因此丧命。1910年日本并吞朝鲜后，1912年发布《朝鲜笞刑令》和《朝鲜笞刑令施行规则》，在日治朝鲜半岛施行笞刑，1920年4月1日，大正天皇颁布《朝鲜笞刑令废止制令》，明令废止笞刑。

## 另見
- 鞭笞
- 體罰